# Grace (Misisipi)
Grace es un lugar designado por el censo ubicado en el condado de Issaquena en el estado estadounidense de Misisipi. En el Censo de 2020 tenía una población de 77 habitantes y una densidad poblacional de 6,19 habitantes por km². Fue incluido como CDP en el censo de 2020. 

## Geografía
Grace se encuentra ubicado en las coordenadas 32°59′48″N 90°57′29″O / 32.99667, -90.95806.Según la Oficina del Censo de los Estados Unidos,  tiene una superficie total de 12,44 km², todos correspondientes a tierra firme.